# Frederic Bosch i Serra
Frederic Bosch i Serra (Barcelona, 29 de gener de 1865 - el Masnou, Maresme, 26 de novembre del 1938) fou un mestre català.
Va ser mestre nacional a la vila del Masnou des del 19 de novembre de 1885. Ocupà la plaça de mestre per oposició i trobà l'escola municipal de nois en total estat d'abandó, amb només tres nens matriculats, fet que atribuïa a haver estat molt temps dirigida per mestres interins i al gran absentisme dels alumnes. En poc més d'un any aconseguí que n'arribessin a 65. A més a més, obrí el mes de gener de 1886 una classe nocturna per a adults, que s'interrompia en els mesos d'estiu, el programa de la qual era dibuix aplicat a arts i oficis, escriptura (dictat i reforma de lletra), lectura i gramàtica, i aritmètica, amb la singularitat que podien assistir gratis a les classes de dibuix els alumnes diürns. Va ser membre del Patronat de la Casa Benèfica del Masnou i es va encarregar de les noves escoles nacionals (actual Escola Ocata). Es jubilà el 1917, després de 32 anys d'exercici de mestre. Durant la Segona República, va ser director de l'Escola del Treball i d'Estudis Secundaris del Masnou.
Va escriure el llibre "Prontuario de urbanidad" (1903), que va traduir més tard al català amb el títol "Promptuari d'urbanitat", i que va tenir nombroses reedicions. Fou mestre del poeta Josep Pujadas i Truch, que li dedicà diversos llibres i poemes.
Es casà amb Josepa Vallès i Castanyet, de Barcelona, i visqueren a l'Escola del Masnou. No tingueren fills.
El 1931 durant la Festa Major, se li va fer un homenatge, juntament amb la directora de la secció de nenes de l'escola, Dolors Torregrossa Moratones, ja difunta, que va culminar amb la instal·lació a les escoles nacionals d'unes làpides d'agraïment. Per aquest homenatge va escriure un fulletó de lloança a la vila del Masnou. El 1935, l'Ajuntament del Masnou va decidir dedicar-li un carrer a la vila (carrer de Frederic Bosch).